# بربر (مدينة)
بربر مدينة سودانية تتبع لولاية نهر النيل بشمال السودان وهي مدينة تاريخية يعود تاريخها إلي العصر المروي وتقع على ضفة نهر النيل الشرقية على ارتفاع 334 متر (1095 قدم) فوق سطح البحر وتبعد عن الخرطوم بحوالي 311 كيلو متر (284 ميل ) شمالاً.

## سبب التسمية
تماما كما هو الحال بالنسبة لمعظم المدن التاريخية القديمة طرأ خلاف كبير حول أصل اسم المدينة وسبب تسميتها به، ففي حين ينسب البعض الاسم إلى التجار البربر القادمين من شمال إفريقيا متجهين نحو ميناء سواكن وإلى إثنية البرابرة، يرى البعض الآخر بأن الاسم مشتق من كلمة البَر، حيث كانت قوافل التجار القادمة من أماكن بعيدة جداً تمر بموقع المدينة الذي جعلت منه محطة استراحة، وكانوا التجار يقولون أنهم وصلوا بَرْ..بَرْ، والكلمة تعني باللهجة العربية السودانية عند نطقها مع الإشارة التلويحية باليد أنهم وصلوا إلى بر بعيد جداً. وثمة رواية أخرى تناقلت شفاهة تزعم بأن الاسم يرجع إلى ملكة نوبية كانت تحكم المنطقة تسمى بربرا وكان لها ثلاثة مساعدين هم: ضانقيل وكانوا يحكمون باسمها الجزء الشمالي من المدينة، وفرخة ونخرة. وهي الآن أسماء لقرى الضانقيل والفريخة وجبل نخرة المجاورة للمدينة الحالية.
وثمة رأي ثالث مغاير تماماً يذهب إلى أن الاسم الأصلي للمدينة هو المخيرف بمعنى الكهل المصاب بمرض الخرف أو العاجز لأن المدينة نشأت وتطورت في موقع أثري قديم جداً، لكن هناك من يفسر اسم المخيرف بأنه تصغير للخريف في دلالة على قلة الأمطار في المنطقة في موسم الخريف، على نحو يختلف مع الأمطار الغزيرة التي يراها القادمون من الشرق والجنوب. فكانوا يقولون خريف المنطقة(بربر) مجرد مخيرف وليست كالخريف في ديارهم.

## التاريخ
كان يطلق على بربر قبل فترة المهدية اسم «المخيرف» وتلقب بمخيرف النور، نسبة إلى رجل يدعى النور وكان يرعى أغنامه في مراعي تلك الجهة قبل أن تتحول إلى موقع استيطاني، وقد ذُكر اسم المخيرف في العديد من الأشعار والقصائد التراثية المحلية.

### عهد السلطنة الزرقاء
كانت المدينة في عهد سلطنة سنار المعروفة باسم السلطنة الزرقاء معبراً لقوافل الحجيج من وإلى الأراضي المقدسة بالحجاز. وقد تحدث عنها الرحالة السويسري يوهان بوركهارت الذي زارها عام 1813 م. وكانت تشتهر بكثرة مدارس القرآن المعروفة محليا بالخلاوي (المفرد خلوة ) حيث كان الكثير من الأسر بالمنطقة يرسل أبنائه إليها لتعلم القرآن وتلقي دروس الفقه.
زارها العالم المصري محمد المصري قادماً إليها من صعيد مصر وأسس بها مسجداً وخلوة لتدريس القرآن الكريم.
وكانت التجارة رائجة فيها إبان عهد السلطنة الزرقاء، حيث كانت تمر عبرها صادرات السودان مثل ريش النعام والعاج والجلود في طريقها إلى ميناء سواكن، الميناء الرئيسي لبلاد السودان في ذلك الزمان، وتدخل من خلالها ما يأتي عبر ذلك الميناء من سلع مستوردة كالأقمشة و الحرير والعطور و التوابل. وكان سوقها شبيهة بأسواق المدن التجارية الكبيرة في ذلك الزمان مثل فاس والقاهرة وجدة تتكون من مباني مشيّدة بالآجر لمتاجر في صفين متوازيين تفصل بينهما مساحة صغيرة مسقوفة تسمى القصيرية وهي أشبه بالقيسارية المعروفة في الأسواق التقليدية القديمة بمدن مغربية مثل مراكش وفاس أو البازار في بلاد فارس وآسيا الصغرى. ولا تزال آثار هذه السوق باقية إلى يومنا هذا.

## العهد التركي المصري

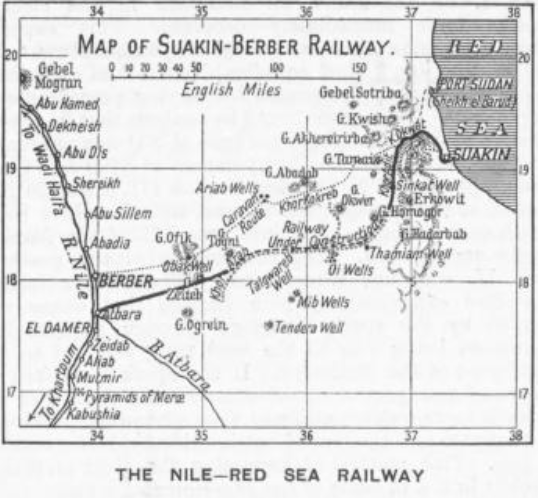
مشروع خط سكة حديد سواكن-بربر

وفي العهد التركي الذي بدأ بغزو محمد علي باشا للسودان في سنة 1821 م، ازدادت شهرة المدينة التجارية لوجود طريق بري بينها وبين ميناء سواكن شرقاً، وآخر يربطها مع مصر شمالاً. وأصبحت بربر آنذاك مدينة كبيرة بكل المقاييس حيث شيدت مباني المنازل من الآجر ومباني الميري (الحكومة) من الطوب الأخضر أو الجير المحروق وكان بعضها يتكون من طابقين، ولا تزال آثار مبنى المديرية ومنزل مدير المديرية (حسين باشا خليفة) والمسجد الجامع والمصبغة و الحصن الحربي المعروف محلياً باسم الطابية باقية حتى اليوم.
وبدأت الأحياء السكنية في الظهور فهناك حي الدكة الواقع في جنوب المدينة وحي حوش الدار في شمالها فأحياء القنجارة، ومعينيفة(حي السوق)، والحبالة، والمنيدرة، والسيالة، وغيرها وكان كل حي يشكل منطقة سكن للعشائر والأسر الكبيرة بالمدينة فكان هناك حي حوش الجعافرة، وحوش الطناطوة، وحوش السليناب .
عاشت المدينة فترة ازدهار إبان عهد الاستعمار «التركي - المصري» للسودان.

### الثورة المهدية
باندلاع الثورة المهدية في غرب السودان سنة 1889 م، بقيادة محمد أحمد المهدي وانتقالها نحو الشمال، قام مدير مديرية بربر بحفر خندق عميق يحيط المدينة من الناحية الشرقية والشمالية والجنوبية وكان بها النيل من الناحية الغربية حتى يقف حائلاً دون دخول جيوش المهدية إليها، إلا أن ذلك لم يوقف تقدم جيش الأنصار بقيادة الأمير محمد الخير عبد الله الغبشاوي- أستاذ الأمام المهدي -الذي نجح في اقتحام الخندق واحتلال المدينة فسقطت في يد المهدية في 26 مايو / أيار 1884 م، أي قبل سقوط الخرطوم.
أمر محمد الخير نقل مؤسسات المدينة من موقعها بالمخيرف شمالاً إلى موقع آخر يبعد خمسة كيلو مترات من موقع المدينة الحالي، حيث أقام فيه مقره وسماه «ديم محمد الخير»، وعرف لاحقاً باسم البوارق، وأخيراً الهجانة ( الذي أصبح واحد من أحياء مدينة بربر الحالية) نسبة إلى الهجانة (فرسان الجمال) الذين كانوا يحملون البريد على ظهور الجمال من بربر إلى أم درمان.

## الحكم الثنائي
سقطت المدينة في يد قوات الغزو البريطاني المصري في 6 سبتمبر/ أيلول 1897 م، وأصبحت جزء من السودان المصري الإنجليزي وكانت عاصمة للمديرية الشمالية حتى عام 1905 ، قبل أن تتحول العاصمة إلى مدينة الدامر القريبة منها.

## الموقع
تقع مدينة بربر في وسط ولاية نهر النيل على الضفة الشرقية لنهر النيل على الشريط الموازي لمجرى نهر النيل مع أجزاء لها تقع على الضفة الغربية لنهر النيل بين خطي عرض 17,40 – 18,30 وخطي طول 32,20 – 34,20. ويحدها من الجنوب المخيرف ومحلية عطبرة ومن الشمال العبيدية ومحلية أبو حمد، ومن الناحية الغربية نهر النيل و ولاية شمال كردفان، ومن الشرق ولاية كسلا.
جدول يبين المسافة بين بربر وبعض المدن والبلدات السودانية
| البلدة/المدينة | المسافة بالكيلومتر | المسافة بالميل |
| -------------- | ------------------ | -------------- |
| عطبرة          | 36                 | 23             |
| الدامر         | 50                 | 31             |
| مروي           | 325                | 202            |
| الدبة          | 430                | 267            |
| سواكن          | 470                | 292            |
| حلايب          | 526                | 327            |
| ود مدني        | 551                | 334            |
| كسلا           | 555                | 335            |
| سنار           | 658                | 409            |
| وادي حلفا      | 944                | 587            |
| أم بادر        | 1125               | 699            |

## الطبوغرافيا
ومن الناحية الطبوغرافية تقع بربر في المنطقة الفاصلة بين الصخور الرسوبية المعروفة بالحجر النوبي بشمال السودان وصخور الأساس التي تبدأ من منطقة العبيدية بولاية نهر النيل. وتسود منطقة الحجر النوبي رسوبيات حديثة يبلغ سمك طبقتها حوالي المترين من الخرصانة والرمال الناعمة وبعض الطفل والطين، بينما تتكون صخور الأساس والمنتشرة في شرق المدينة من بعض التكوينات المتحولة من صخور النايس والشسث. ويشكل نهر النيل ظاهرة طبيعية رئيسية بالمدينة ويجري هنا بمسافة طولها 108 كيلو متر (67 ميل).

## المناخ
يسود بربر المناخ الصحراوي الذي يتميز بالارتفاع الشديد في درجات الحرارة صيفاً، وبالبرودة الشديدة في الشتاء مع ندرة في هطول الأمطار. وتسجل درجات الحرارة أعلى ارتفاعاً لها في شهر مايو / أيار حيث تبلغ حوالي 40 درجة مئوية (104 درجة فهرنهايت)، وتزداد نسبة الرطوبة في شهر ديسمبر / كانون الأول لتسجل 38% ، وبمتوسط سنوي يبلغ 29% .
وبالنسبة لمعدلات هطول الأمطار فتصل اعلى معدل لها في شهري يوليو/ تموز وأغسطس / آب والبالغ حوالي 2 مليمتر (0.60 بوصة) وكان أعلى معدل تم تسجيله في يوليو/ تموز 1961 م، وبلغ 92,1 مليمتر (3.6 بوصة).
تهب في المدينة رياح شمالية في الفترة من يناير / كانون الثاني وحتى مايو/ أيار . وفي الفترة من يونيو / حزيران وحتى سبتمبر / تشرين الأول تأخذ الرياح الاتجاه الجنوبي ثم تتحول في الشهور أكتوبر / تشرين الأول ونوفمبر / تشرين الثاني وديسمبر / كانون الأول إلى رياح شمالية.
| البيانات المناخية لـيرير     | البيانات المناخية لـيرير | البيانات المناخية لـيرير | البيانات المناخية لـيرير | البيانات المناخية لـيرير | البيانات المناخية لـيرير | البيانات المناخية لـيرير | البيانات المناخية لـيرير | البيانات المناخية لـيرير | البيانات المناخية لـيرير | البيانات المناخية لـيرير | البيانات المناخية لـيرير | البيانات المناخية لـيرير | البيانات المناخية لـيرير |
| الشهر                        | يناير                    | فبراير                   | مارس                     | أبريل                    | مايو                     | يونيو                    | يوليو                    | أغسطس                    | سبتمبر                   | أكتوبر                   | نوفمبر                   | ديسمبر                   | المعدل السنوي            |
| ---------------------------- | ------------------------ | ------------------------ | ------------------------ | ------------------------ | ------------------------ | ------------------------ | ------------------------ | ------------------------ | ------------------------ | ------------------------ | ------------------------ | ------------------------ | ------------------------ |
| متوسط درجة الحرارة الكبرى °ف | 86                       | 91                       | 97                       | 102                      | 104                      | 100                      | 93                       | 90                       | 93                       | 99                       | 93                       | 88                       | 95                       |
| متوسط درجة الحرارة الصغرى °ف | 57                       | 63                       | 68                       | 73                       | 77                       | 77                       | 73                       | 72                       | 72                       | 73                       | 66                       | 59                       | 69                       |
| الهطول إنش                   | 0                        | 0.0                      | 0                        | 0                        | 0.0                      | 0.1                      | 0.2                      | 0.2                      | 0.2                      | 0.0                      | 0                        | 0                        | 0.7                      |
| متوسط درجة الحرارة الكبرى °م | 30                       | 33                       | 36                       | 39                       | 40                       | 38                       | 34                       | 32                       | 34                       | 37                       | 34                       | 31                       | 35                       |
| متوسط درجة الحرارة الصغرى °م | 14                       | 17                       | 20                       | 23                       | 25                       | 25                       | 23                       | 22                       | 22                       | 23                       | 19                       | 15                       | 21                       |
| الهطول مم                    | 0                        | 1                        | 0                        | 0                        | 1                        | 2                        | 6                        | 6                        | 5                        | 1                        | 0                        | 0                        | 22                       |
| المصدر: Storm247             |                          |                          |                          |                          |                          |                          |                          |                          |                          |                          |                          |                          |                          |

## التطور العمراني للمدينة
مرت بربر بعدة مراحل في طورها حيث توسعت من جهة حي الدكة إلى ناحية حوش الدار شمالاً على طول مجرى نهر النيل، وكانت المدينة وحتى بداية خمسينيات القرن الماضي تنحصر على الأرض الواقعة بين نهر النيل وخط السكة الحديدية الحالي.
زادت أهمية المدينة بعد اكتشاف معدن الذهب بكميات تجارية فيها خاصة في المنطقة الممتدة من شمال الباوقة غرباً وحتى شمال شرق العبيدية.
كما ارتبطت المدينة بطريق بري معبد مع مصر تم على أثره إنشاء محطة جمركية هي محطة جمارك العبيدية مما أدى إلى ازدهار المنطقة تجارياً، وتزامن ذلك مع قيام بضعة مشاريع زراعية وخدمية فيها.

## التعليم
عرفت بربر نهضة تعليمية منذ القدم عندما انتشرت فيها المدارس القرآنية المعروفة بالخلاوي خاصة في القرنين السادس عشر والسابع عشر والتي كانت مقصد طلبة العلم من مختلف أرجاء السودان.
كما كانت سباقة في مجال التعليم الحديث ونشأت في العقود القليلة الماضية عدة معاهد عليا وكليات جامعية ومنها جامعة الشيخ عبدالله البدري وكلية الدراسات الإسلامية والعربية التابعة لجامعة وادي النيل، وكلية الشريعة والقانون، وكلية الزراعة والمعهد الفني. وعلى مستوى التعليم العام فقد بلغ عدد مدارس مرحلة الأساس حوالي 107 مدرسة والمدارس الثانوية 9 مدارس للبنات و 7 مدارس للبنين و5 مدارس مشتركة بين الجنسين. هناك معهدين دينيين وآخرين للتدريب الحرفي.

### الخلاوي
أشهر الخلاوي في المنطقة الغربية هي خلاوي الغبش التي درس فيها العديد من مشاهير السودان وفي مقدمتهم الإمام محمد أحمد المهدي، قائد الثورة المهدية. وهناك خلاوي كدباس، وخلاوي ود الفكي علي. أما في الضفة الشرقية لنهر النيل فتوجد خلاوي الشيخ عبد الماجد الأحمدى وتطوّرت إلى مركز إسلامي به نشاطات متعددة ود الشكلي، وخلاوي ود الشافعي، وخلاوي ود البدري، ولكل خلوة شيخاً يديرها ويرعى شؤونها ويشرف عليه.

### شيوخ صوفية بربر
وعلى رأسهم الشيخ مدثر إبراهيم الحجاز (الشريف)، وابنه الشيخ مجذوب مدثر والشيخ عبد الماجد الأحمدي شيخ الطريقة الأحمدية. والشيخ عثمان القلوباوي شيخ الطريقة القادرية ببربر ومن الهاشمية الشيخ أبو القاسم شيخ علماء السودان والشيخ الصافي العجمي والشيخ جعفر حنين الجعلي الهاشمي

## الرعاية الصحية
توجد بالمحلية 4 مستشفيات هي:
- مستشفى بربر
- مستشفى القمبرات
- مستشفى الباوقة
- مستشفى كدباس

كما يوجد حوالي 34 مركز صحي منتشر على الوحدات الإدارية الأربع بمحلية بربر.

## الإدارة
تعد بربر واحدة من سبع محليات بالولاية الشمالية، وتنقسم إلى أربع وحدات إدارية هي :
1. مدينة بربر
2. ريف بربر
3. الباوقة
4. العبيدية الفاروق.[5]

## السكان والمساحة
يبلغ عدد سكان المحلية حسب إحصاء العام 2008م 152,377 نسمة، منهم 26,203 نسمة في مدينة بربر، وينمتون إلى مختلف قبائل وإثنيات السودان .
تبلغ مساحة المحلية 14711 كيلو متر مربع.

## النشاط الاقتصادي
يتنوع اقتصاد بربر من زراعة وصناعة إلى التجارة والخدمات.
وتعتمد المدينة الآن على الزراعة . وقد كانت بربر مركزاً تجارياً منذ القدم حيث كانت ملتقى طرق لقوافل التجار المختلفة. وامتهن الكثير من أهلها مهنة التجارة.

### الأسواق
- السوق الرئيسية
- السوق الشعبي الواقع في الطرف الشمالي الشرقي من السوق الرئيسية وهو عبارة عن دكاكين صغيرة متراصة مع بعضها في شكل شريط عرضي وأخر طولي مساحة كل منها مترين ويختص الجزء الشمالي منها ببيع الملابس والمنسوجات ويوجد في منتصف السوق موقف لحافلات ومركبات النقل الداخلي الذي يربط قرى المدينة ببعضها وبالمدن المجاورة لها.
- سوق الخضروات يقع في الناحية الجنوبية ويتكوّن من دكاكين ملحق بها صالات مفتوحة متوازية.
- سوق اللحوم في الجهة الشرقية.
- سوق الفاكهة وتتكون من أقسام ذات مدرجات من الأسمنت ترص عليها الفاكهة.
- سوق المحاصيل ويقع في الركن الجنوبي الشرقي للسوق الرئيسية في شكل دكاكين ملحق بها اسطوانات من الحديد تودع فيها الحبوب وتسمى فراشات.

كما توجد في السوق الرئيسية عدة صيدليات ومطاعم و كافيتريات ومصارف وغيرها من المحلات الخدمية مطلة على الشارع الرئيسي.

### الزراعة
تبلغ مساحة الأراضي الصالحة للزراعة حوالي 150 ألف فدان. وتستخدم الزراعة المروية بالري الصناعي المعتمد على الطلمبات، ومن وأبرز المشاريع:
- مشروع الكفاءة الزراعي (الراجحي).
- مشروع الحصا الزراعي
- مشروع الباوقة الزراعي
- مشروع تنقا الزراعي
- مشروع العبدلي الزراعي
- مشروع جاد الله الزراعي
- مشروع حلة يونس الزراعي
- مشروع جمعية رأس الوادي
- مشروع جمعية الجول التعاونية
- مشروع جمعية الشقلة الزراعية
- جزيرة حوش الدار والقدواب

كما تمارس الزراعة المطرية في بعض الأودية مثل:
- أبو سلم
- الهودي
- دربيكان
- دارتواي
- وادي العمار.[5]

وتشمل المحاصيل، الذرة والقمح والشعير والقطن والخضروات حيث تعتبر منطقة بربر أكبر منطقة منتجة الفول المدمس والفاصوليا بالسودان.

### الصناعة
عرفت بربر الصناعة منذ تاريخ قديم عندما كانت تنتشر فيها صناعة الأقمشة والمنسوجات. ويتمحور الإنتاج الصناعي فيها اليوم في الأسمنت (مصنع بربر للأسمنت ومصنع أحكام) والصناعات البلاستيكية.

## النقل والاتصالات
كانت بربر تشكل في تاريخها نقطة انطلاق للقوافل المتجهة نحو البحر الأحمر عبر صحراء النوبة. وكانت الرحلة بينها وبين ميناء سواكن المطل على البحر الأحمر تستغرق حوالي 7 إلى 12 يوماً. وقد استبدل خط القوافل القديم في العصر الحديث بخط للسكة الحديدية في عام 1906 م، وأصبحت الرحلة تستغرق حوالي 7 ساعات.
وإلى جانب خط السكة الحديدية الذي يربطها شرقاً ببورتسودان وشمالاً بالدبة، ترتبط بربر بشبكة من الطرق السريعة الممهدة والطرق الفرعية الموسمية بالقرى والبلدات والمدن المجاورة.
كما توجد شبكة اتصالات تشمل الهاتف الثابت والجوال. ورمز المدينة هو: 217، يضاف إليه الرقم 249 (رمز السودان الهاتفي)عند الاتصال من الخارج.

## خدمات المياه والكهرباء
توجد محطة للمياه بمدينة بربر تغطي كل الأحياء السكنية بها وتمتد جنوباً حتى المكايلاب بريفي بربر بينما تنتش الآبار الجوفية، والمضخات النيلية لإمداد القرى والأرياف بحاجتها من المياه. وتتوفر الكهرباء بالمدينة وبعض القرى المحيطة بها.

## الرياضة
يتركز النشاط الرياضي بالمدينة على لعبة كرة القدم حيث تنتشر الأندية والفرق المتخصصة فيها، ويبلغ عدد الملاعب الرياضية بالمحلية ثلاثة منها استاد بربر إلى جانب ملعبي كل من الباوقة والعبيدية فيما بلغ عدد الأندية الرياضية 54 نادي رياضي في مختلف الدرجات أبرزها:
- الدكة
- الجلاء
- القوز
- الأهلي
- القدواب
- الماكيلاب
- الأمير
- الفلاح
- الأمل
- ود نوباوي
- الإخلاص
- الهلال
- المريخ
- النيل
- النهضة

## مشاهير وأعلام
ينتمي إلى بربر عدد كبير من المشاهير السودانيين الذين ولدوا في المدينة وشغلوا مناصب ومراكز متقدمة في الدولة والمجتمع ومن بينهم:
- الشيخ عبدالله البدري ، مؤسس جامعة الشيخ عبدالله البدري
- إبراهيم أحمد هاشم، (1872 - 1939) شاعر.[7]
- عماد البليك، روائي.
- محمد يوسف موسى، شاعر.
- عبدالرحمن مكاوي ، شاعر
- عبدالرحيم مكاوي . ناشر وصاحب الدار السودانية للكتب